# Катастрофа Boeing 737 в Вено
Катастрофа Boeing 737 в Вено — авиационная катастрофа, произошедшая утром 28 октября 2018 года. Авиалайнер Boeing 737-8BK авиакомпании Air Niugini выполнял плановый рейс PX73 по маршруту Понпей—Вено—Порт-Морсби, но при заходе на посадку в Вено произвёл незапланированное приводнение на лагуну Чуук недалеко от аэропорта Чукк. Находившиеся на борту самолёта 46 человек (34 пассажира и 12 членов экипажа) были эвакуированы на лодках местных жителей и ВМС США, 6 из них получили ранения. Ещё 1 (35-й) пассажир был объявлен пропавшим без вести, но позже дайверы нашли его погибшим.

## Самолёт

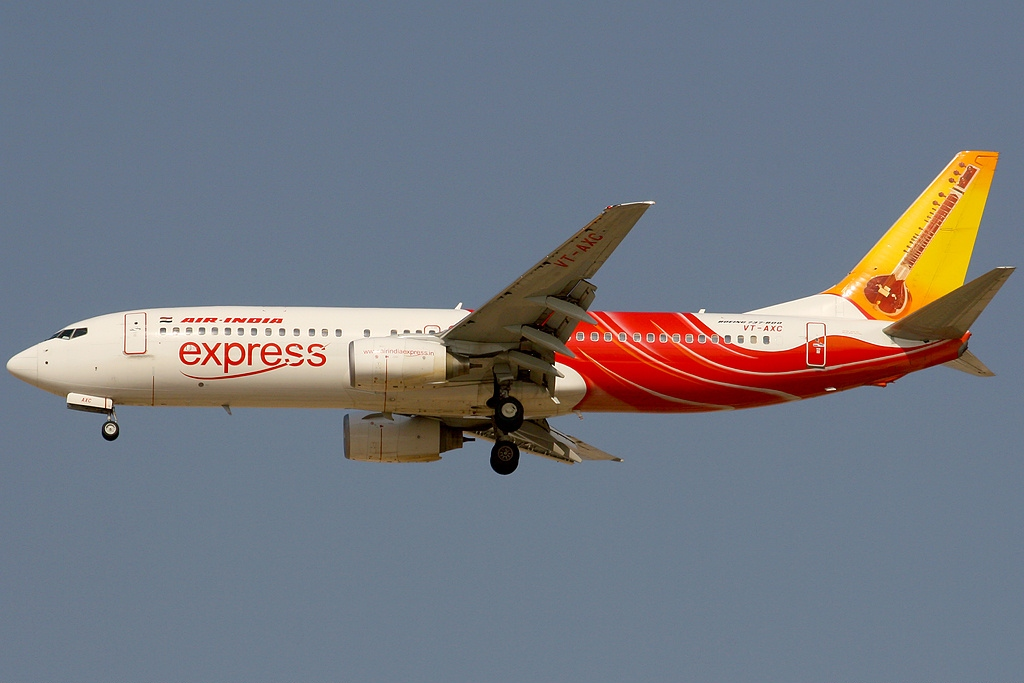
Разбившийся самолёт в 2006 году (в период эксплуатации в Air-India Express)

Boeing 737-8BK (регистрационный номер P2-PXE, заводской 33024, серийный 1688) был выпущен в 2005 году (первый полёт совершил 1 апреля). 19 апреля того же года был передан авиакомпании Air-India Express, которая взяла его в лизинг от «CIT Leasing Corporation» (борт VT-AXC, имя Sitar / Tabla). 29 июля 2010 года перешёл в авиакомпанию Jet Airways, где его бортовой номер сменился на VT-JBT. 24 июля 2013 года вернулся в лизинговую компанию «CIT Leasing Corporation» (борт M-ABGK). Затем был продан исландской лизинговой компании «Loftleidir Icelandic», которая 25 сентября того же года сдала его в лизинг авиакомпании Air Niugini (в ней он получил бортовой номер P2-PXE). Оснащён двумя турбовентиляторными двигателями CFM International CFM56-7B26.
За время эксплуатации с самолётом случилось два инцидента:
- 6 июля 2007 года при посадке в аэропорту Кочин выкатился за пределы взлётной полосы и проехал по земле около 300 метров, повредив лампы освещения. У самолёта были повреждены колесо носовой стойки шасси, оба двигателя, мотогондола и закрылки[9];
- 12 мая 2018 года его винглет задел крылом при рулении Lockheed L-100 авиакомпании Lynden Air Cargo, выполнявший грузовой чартерный рейс в интересах авиакомпании PNGAir[10].

На день катастрофы 13-летний авиалайнер совершил 14 788 циклов «взлёт-посадка» и налетал 37 160 часов.

## Экипаж и пассажиры
- Командир воздушного судна (КВС) — 52 года, гражданин Папуа-Новой Гвинеи. Налетал 19 780 часов (4987 из них в должности КВС), 2276 из них на Boeing 737[1][2].
- Второй пилот — 35 лет, австралиец. Налетал 4618 часов (1820 из них в должности КВС), 368 из них на Boeing 737[1][2].

Также в кабине экипажа (находясь в кресле посередине кабины) присутствовал бортинженер — 49-летняя гражданка Папуа-Новой Гвинеи, налетавшая 14 495 часов.
В салоне самолёта работали 9 бортпроводников.
| Гражданство          | Пассажиры | Экипаж | Всего |
| -------------------- | --------- | ------ | ----- |
| Папуа — Новая Гвинея | 28        | 11     | 39    |
| Австралия            | 0         | 1      | 1     |
| Китай                | 2         | 0      | 2     |
| Вьетнам              | 3         | 0      | 3     |
| Филиппины            | 1         | 0      | 1     |
| Индонезия            | 1         | 0      | 1     |
| Итого                | 35        | 12     | 47    |

## Хронология событий
В 08:22 рейс PX73 вылетел из аэропорта Понпея, на его борту находились 12 членов экипажа и 36 пассажиров. На отрезке маршрута Понпей—Вено самолётом управлял командир.
Перед началом снижения к аэропорту Чуук экипаж обсудил настройку тормозов и закрылков для посадки.
B 08:56, после того, как бортинженер сказал, что самолёт находится слишком высоко (эшелон FL400 (40 000 футов или 12 200 метров)), пилоты начали снижение до эшелона FL340 (34 000 футов или 10 350 метров).
Находясь на эшелоне FL340, второй пилот связался с авиадиспетчером Сан-Франциско, сообщив, что они продолжают полёт на эшелоне FL340, и запросили дальнейшее снижение.
Затем пилоты около двух минут обсуждали команды авиадиспетчера на снижение, пытаясь вспомнить и уточнить их.
В 09:05 бортинженер вновь сообщил второму пилоту о том, что лайнер находится слишком высоко и что им необходимо начать снижение, чтобы соответствовать схеме снижения по плану полёта.
В 09:11 второй пилот связался с авиадиспетчером аэропорта Чуук, запросив информацию о погоде. Авиадиспетчер сообщил экипажу: «Переменный ветер на 5, видимость 14, рассеянность 012 чарли браво, переменная облачность 120, сплошная облачность 280, температура 25, точка росы 25, альтиметр 2973» (англ. Wind variable at 5, visibility 14 scattered 012 charlie bravo, broken 120 overcast 280, temperature 25 dep point 25, altimeter 2973).
В 09:15, когда самолёт находился примерно в 15 км от Чуука, второй пилот сообщил авиадиспетчеру о намерениях совершить посадку на ВПП № 04. Далее экипаж начал выходить на предпосадочную прямую, лайнер при этом находился немного выше глиссады.
В 09:23 был отключен автопилот.
На высоте 167 метров рейс 073 попал в суперъячейку и сильный дождь. Бортинженер посоветовал пилотам включить стеклоочистители.
Прозвучал сигнал GPWS о достижении высоты принятия решения о продолжении захода или уходе на второй круг («MINIMUMS!»). Далее неоднократно звучали сигналы о проваливании под глиссаду («GLIDESLOPE!») и о слишком быстром снижении («SINK RATE!»).

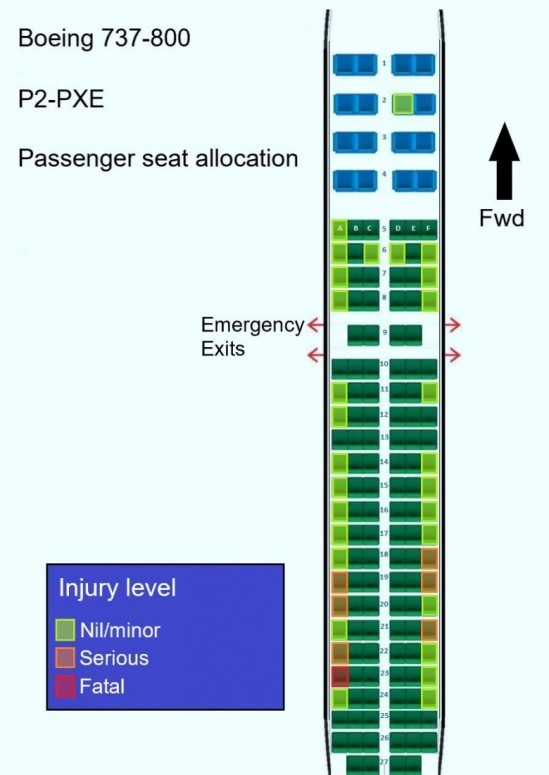
Диаграмма травм пассажиров рейса 073 (PNGAIC) в зависимости от их местонахождения:
Не пострадал / Получил незначительные травмы
Получил травмы
Погиб

После сигнала о снижении до высоты 100 футов (30 метров) второй пилот крикнул: «Слишком низко! Мы слишком низко! Мы слишком низко! Мы слишком низко!» (англ. Too low! We’re too low! We’re too low! We’re too low!).
В 09:24 рейс PX73 жёстко приводнился в лагуне Чуук, при этом он несколько раз коснулся поверхности воды и его резко развернуло на 210°. После этого лайнер проплыл ещё 140 метров, прежде чем полностью остановиться.
Местные лодочники подобрали 28 пассажиров, ещё 6 — спасатели ВМС США. Все 12 членов экипажа покинули самолёт через переднюю левую дверь, а пассажиры через аварийный люк над правым крылом.
1 пассажир был смертельно ранен, ещё 6 получили ранения различной степени тяжести.

## Расследование
Первоначально сообщалось об отсутствии погибших, однако 1 октября авиакомпания Air Niugini сообщила, что дайверы нашли на дне лагуны тело 1 погибшего пассажира (гражданина Индонезии). Изначально заявлялось, что пассажир был замечен в одной из лодок, однако по прибытии на берег он не был обнаружен. Основной версией его гибели стало то, что он не был пристёгнут ремнём безопасности.
Расследование причин катастрофы рейса PX73 проводила Комиссия по расследованию несчастных случаев в Папуа-Новой Гвинее (PNGAIC). Позднее к расследованию присоединилось Министерство транспорта, связи и инфраструктуры Федеративных Штатов Микронезии.
26 октября 2018 года был опубликован предварительный отчёт расследования.
18 июля 2019 года PNGAIC опубликовала окончательный отчёт расследования. Причиной катастрофы в нём были названы ошибки экипажа при заходе на посадку и движение самолёта ниже глиссады.
Как выяснилось, бортинженер снимал заход рейса 073 на посадку на мобильный телефон; видео обрывается сразу после падения лайнера в воду.

### Комментарии
1. ↑  Здесь и далее указано восточноавстралийское время (UTC+10)